# San José de Jáchal
San José de Jáchal är en kommunhuvudort i Argentina.   Den ligger i provinsen San Juan, i den nordvästra delen av landet, 1 100 km nordväst om huvudstaden Buenos Aires. San José de Jáchal ligger 1 176 meter över havet och antalet invånare är 21 018.
Terrängen runt San José de Jáchal är platt åt nordost, men åt sydväst är den kuperad. Det finns inga andra samhällen i närheten.
Omgivningarna runt San José de Jáchal är i huvudsak ett öppet busklandskap. Trakten runt San José de Jáchal är nära nog obefolkad, med mindre än två invånare per kvadratkilometer.